# بيتي آن إليوت
بيتي آن إليوت (بالإنجليزية: Betty Ann Elliott)‏ هي جيولوجية بترول أمريكية، ولدت في 19 مارس 1918 في أوكلاهوما في الولايات المتحدة، وتوفيت في 7 يوليو 2001.